# Sala Capriasca
Sala Capriasca (in dialetto ticinese Sara) è una frazione di 914 abitanti del comune svizzero di Capriasca, nel Canton Ticino (distretto di Lugano).

## Geografia fisica

### Territorio
Sala Capriasca, situata a nord di Lugano, appartiene dal 2001 al comune di Capriasca. Si trova sulle Prealpi Luganesi.

## Storia

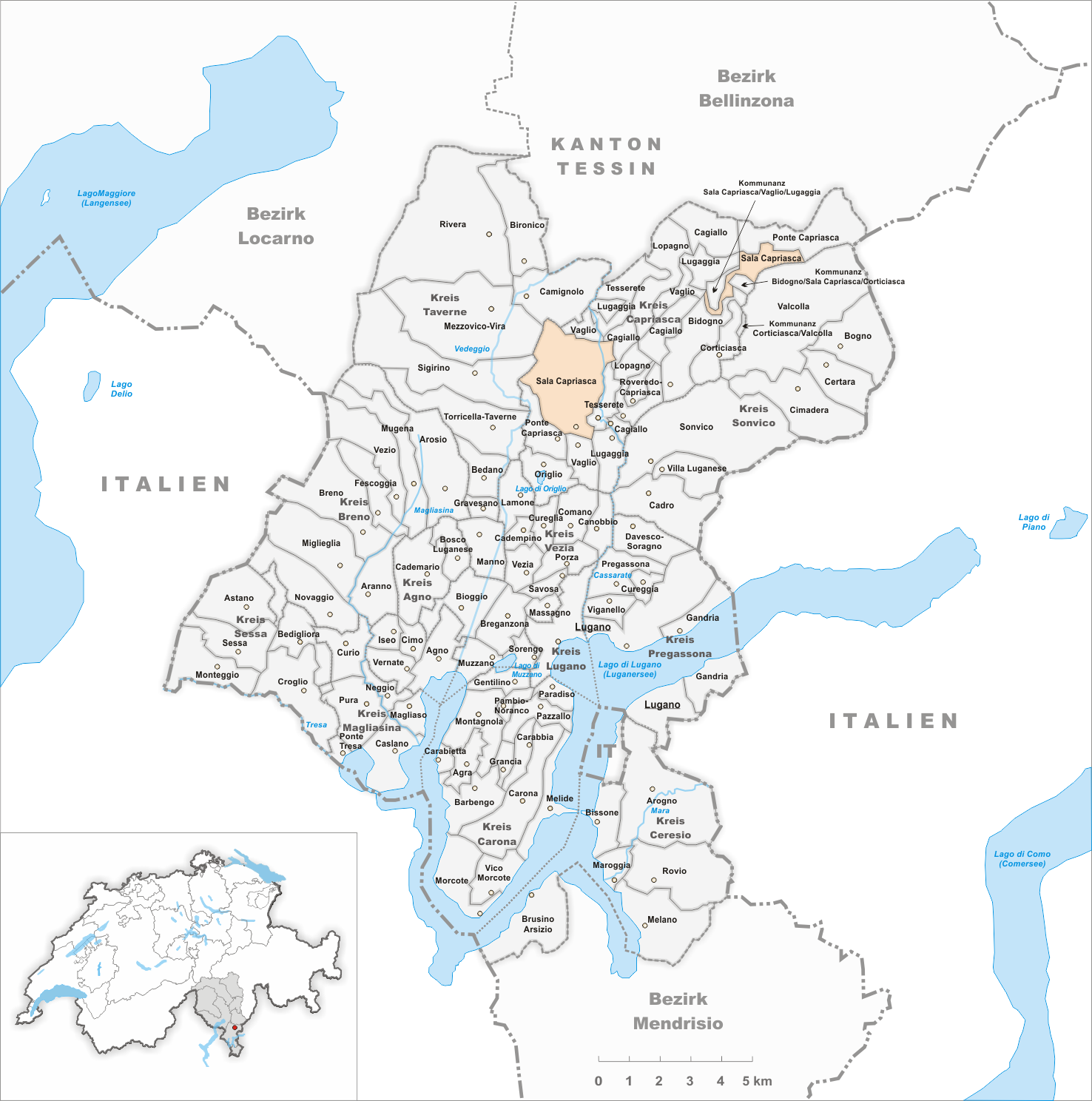
Il territorio del comune di Sala Capriasca prima degli accorpamenti comunali del 2001

Sala Capriasca è documentata dal 1078, nella forma Sale. Già comune autonomo che si estendeva per 8,4 km², il 15 ottobre 2001 è stato accorpato agli altri comuni soppressi di Cagiallo, Lopagno, Roveredo, Tesserete e Vaglio per formare il comune di Capriasca.

## Monumenti e luoghi d'interesse

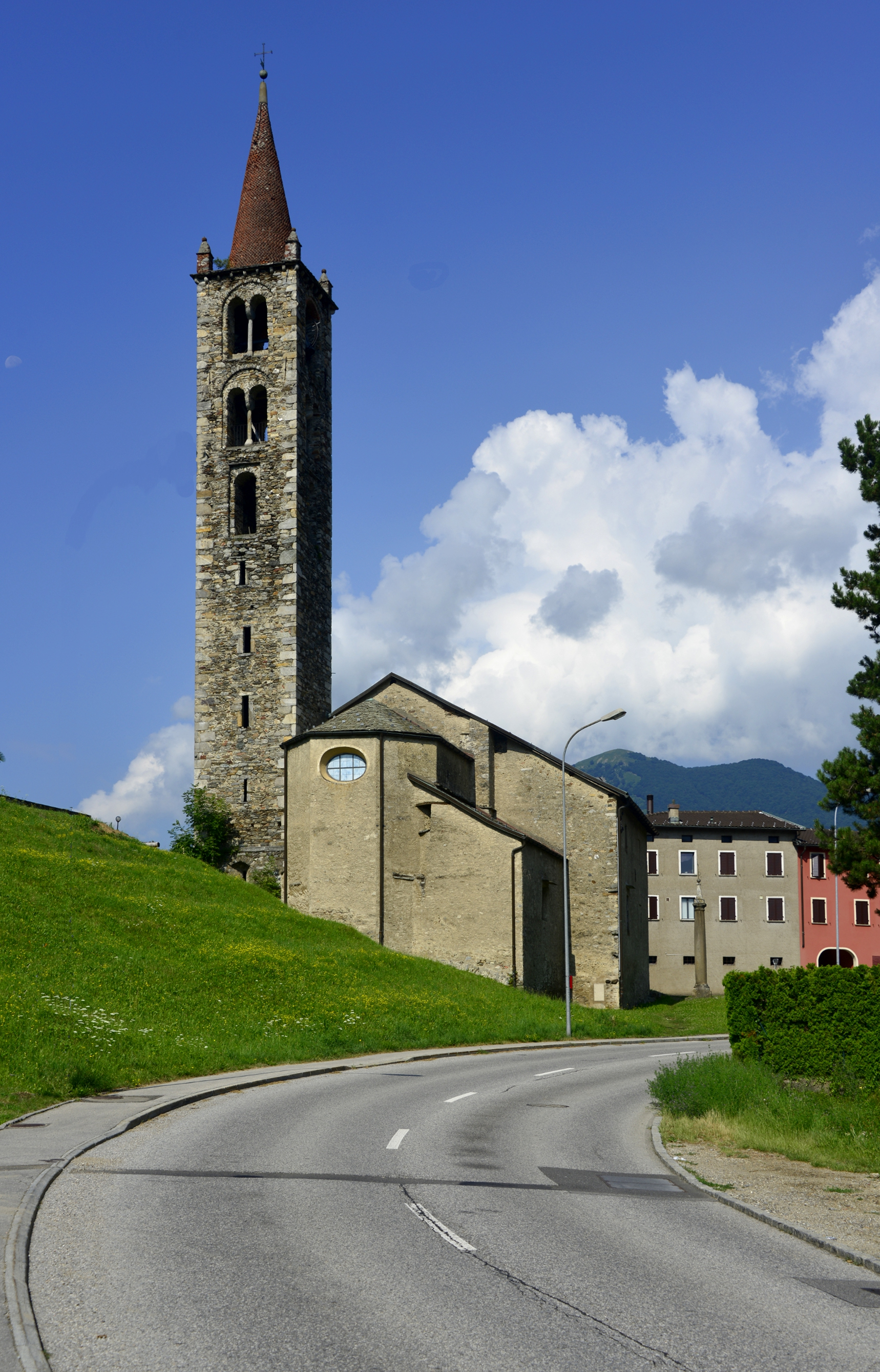
La chiesa parrocchiale di Sant'Antonio abate

- Chiesa parrocchiale di Sant'Antonio Abate, attestata nel 1413 e ricostruita nel XV-XVI secolo[1];
- oratorio di Santa Liberata, edificato tra la fine del XVII secolo e il 1729[senza fonte];
- fontana di santa Lucia, realizzata nel 1770 da Carlo Martino Moncrini[senza fonte].

## Società

### Evoluzione demografica
L'evoluzione demografica è riportata nella seguente tabella:
Abitanti censiti

## Amministrazione
Ogni famiglia originaria del luogo fa parte del cosiddetto comune patriziale e ha la responsabilità della manutenzione di ogni bene ricadente all'interno dei confini della frazione. L'ufficio patriziale, eletto il 26 aprile 2009, è presidiuto da Daniele Rovelli.